# 村松健
村松 健（むらまつ けん、1962年5月9日 - ）は、東京都出身のピアニスト、作曲家、マルチプレイヤー。巣鴨中学校・高等学校を経て、成城大学進学。鹿児島県奄美市在住。

## 略歴
幼少からピアノをおもちゃ代わりに、東洋～民謡・シマウタから、西洋～クラシック・ジャズ・ブラジル音楽までボーダーレスな音楽環境で成長したことで独自のなつかしい音世界を育み、1983年、成城大学在学中にデビュー。以降、自作自演のスタイルでアルバムを発表。
デビュー以来、CMやテレビ、ラジオ番組のテーマ曲などを手がける。2007年よりアニメ『スケッチブック 〜full color's〜』『紅〜KURENAI〜』『うみものがたり 〜あなたがいてくれたコト〜』『夏雪ランデブー』『ぼくは王さま』の劇中音楽を担当。富士通の企業CM“暮らしと富士通”やNHK教育テレビジョン『モタさんの言葉』など。
1991年、蝶や唄そして精神世界に導かれ、奄美大島へ漂着。毎年ミハチガツ（旧暦八月）のひと月を島で過ごす。ウバァ（姥）に唄を習い、はぶら（蝶）に誘われて森を漂い、海辺のスローライフを始める。
2004年、音楽制作の拠点を東京から奄美大島に移し、島暮らしの傍らに生まれる"旬"を届けるべく"KeenMoon" レーベルを設立、生まれたての音楽を島から発信。
2005年発表のアルバム「88+3」より、島ではずっと伴奏楽器だった三絃（奄美三線）を、独特の軽やかでハイトーンな「音色」と、こぶし回しから生まれる「うたごころ」によって独奏楽器としてフィーチャー。自ら選んだ材を削り細かい工夫を重ねて辿り着いた三絃を駆使し、新しい独奏楽器としての可能性を探求し続ける。
2018年、音楽通じて島内外に奄美の自然・文化の情報発信をする奄美大島「唄島プロジェクト」の音楽プロデュースを担当。
ライヴ・パフォーマンスでは通常のホールの他、月夜の浜辺・森の中・古寺の境内・廃校などそのシチュエーションを生かした夢のコンサートで時空を共にする。近年は、その季節ならではの選曲と編成による「4Seasons Live」と、奄美大島で8月開催の野外公演「うとぅぬうしゃぎむん」（島の言葉で“音の捧げもの”）を中心に全国各地のコンサート活動を展開中。
音楽活動以外では、ピアノ愛好家のための月刊誌「月刊ピアノ」でフォト&エッセイを2022年3月号まで連載。他に元々コンサートMCの練習にとレコード会社から勧められ始めたラジオパーソナリティとしての一面も持ち、あまみエフエム「夕すだみにSLOW」、静岡エフエム放送「ミューグレ」、タッキー816みのおエフエム「Voice in the wood」の3番組が放送されている。

## 主な作品

### アルバム
- Still Life Donuts（1983年）
- +BLUE（1984年）
- 季節と七つの物語〜ピアノとゆるやかな時間〜（1984年）
- 緑の想い（1985年）
- 夏のぽけっとに（1986年）
- ウインター・ミュージック-白銀は招く-（1986年）
- カレンダー〜ぶとう畑のぶどう作り〜（1987年）
- おいしいお茶の入れ方（1988年）
- フィールド・ソング（1989年）
- 子供の時間（1989年）
- 夏休みの宿題（1990年）
- SWIMMIN'（1991年）
- ささやくように、祈るように（1992年）
- ほし・つき・ぴあの（1993年）*ベストアルバム
- 夢の扉-bells of my heart-（1994年）
- 水の中のピアノ（1995年）
- ひかりの春（1996年）
- 雪催-ゆきもよい-（1996年）
- 生まれ変わる9つの方法（1997年）
- お天道さまの ゆうとおり（1999年）
- 一番美しいもの（2000年）
- せつないなら空をごらん（2000年）
- KEN PLAYS KEN~春の野を行く（2000年）
- PURE LOVE（2001年）
- 風の旅人（2003年）
- LOVE COLLECTION（2003年）
- Brisa Saudosa  なつかしい南風と（2004年）
- 光のワルツ（2005年）
- 88+3（2005年）
- オーガニック・スタイル 村松 健 森と海のあいだ（2007年）
- サウンドスケッチブック（2007年）
- 紅 KURENAI オリジナルサウンドトラック（2008年）
- My Spiritual Home（2009年）
- うみものがたり 〜あなたがいてくれたコト〜 オリジナルサウンドトラック（2009年）
- GOLDEN☆BEST 村松健〜FUSION TRACKs（2011年）*ベストアルバム
- Japanese Piano（2012年）
- 夏雪ランデブーサウンドトラック（2012年）
- イリフネデフネ（2013年）
- 春心花占〜ハルラハヌラ〜（2013年）
- ぼくは王さま・テレビアニメ「ぼくは王さま」サウンドトラック（2015年）
- ぼくは王さま「あいうえおうさま」の楽しい音（2015年）
- Japanese Piano〜四半刻盤〜（2015年）
- 月精花神　ANIMISM（2016年）
- 島暦　三絃暮らし（2016年）
- Love Yourself（2017年）
- みずのしま（2019年）
- Japanese Piano 2020 リミックス&リマスタリング盤（2020年）
- 春心花占〜ハルラハヌラ 〜四半刻盤（2020年）
- ほし つき ぴあの at home（2020年）*ライブ盤
- Healthy!（2021年）
- Close to the sea（2022年）

### ユニット
- 奄美大島　唄島プロジェクト「懐かしい未来へ」（2018年）
- A-pulse（エーパルス）「Ogya」（2022年）

### アニメ
- スケッチブック 〜full color's〜（2007年）
- 紅（2008年）※番組内の予告ナレーションも担当　声優としても初出演
- うみものがたり 〜あなたがいてくれたコト〜（2009年）
- 夏雪ランデブー（2012年）
- ぼくは王さま（2013年）
- 渡くんの××が崩壊寸前（2025年）

### CM
- 君について （1985年） ソニー『Discman』
- やさしい時間 （1985年） 旭化成『ヘーベルハウス』
- 春の野を行く
  - （1988年） ミズノ『SPEEDO』
  - （1996年） JR東日本『東北大陸から』
- 雪どけ水 （1989年） 雪印乳業 企業CM
- クジラと泳ぐ日 （1990年） 三井海上火災
- ANGE DE SIESTE （1991年） 三井海上火災
- 素敵な人生 （1997年） 三井海上火災
- せつないなら空をごらん （2000年） タマノイ酢『はちみつ黒酢ダイエットウォーター』
- 木の葉の旅 （2000年） コニカ『Revio』
- シチリアーナ （2000年） カゴメ『アンナマンマ』
- 夏の道標 （2004年） 住友林業『住友林業の家』
- 光のワルツ （2005年〜） アフラック『アフラックストーリー』
- いつもの幸せ （2006年） ミツカン『味ぽん』
- 思いは海を越えて （2010年〜） 富士通『暮らしと富士通』
- 寝しなのおはなし （2011年） 小学館『国民読書年』
- き・ぬ・ず・れ 〜衣の気配〜 （2011年） 京都きもの友禅

### 出演番組
- NHK婦人百科（1991年-1992年）
- 鎌倉街道夢紀行（1999年-2001年） テレビ埼玉・群馬テレビ製作
- 中仙道風の旅（2001年-2004年） テレビ埼玉・群馬テレビ製作
- 三国街道風の道しるべ（2005-2006年） 群馬テレビ製作
- NHK鹿児島放送局「かごしま熱風録」（2006年）
- NHK 「にっぽん清流ワンダフル紀行〜大分・番匠川編」（2006年）
- NHK 「にっぽん清流ワンダフル紀行〜宮崎県・北川編」（2007年）
- 村松健 パステル・サウンド・スケッチ
- あまみエフエム「夕すだみにSLOW」（毎週土曜日16時/再放送 土曜日20時/土曜日24時）
- タッキー816みのおエフエム「Voice in the wood」（毎週土曜日21時/再放送 土曜9時/火曜日14時）
- 静岡エフエム放送「ミューグレ」（毎週土曜日6時30分）

### 出版物
- 随筆集
  - 1巻「マロニエの旋律」（1997年）
  - 2巻「森へ行こうよ」（1997年）
  - 3巻「旅の空のソリチュード」（1998年）
- ピアノピース
  - Vol.1「春の野を行く｣（1997年）
  - Vol.2「組曲『夢の扉』より夢の扉を開けるとき」（1998年）

### DVD
- 「中山道 風の旅」（2004年）